# Prisma (Studentenmagazin)
Prisma (Eigenschreibweise prisma, mit vollem Namen: prisma – Das HSG-Studierendenmagazin) ist das Magazin der Studenten der Hochschule für Wirtschafts-, Rechts- und Sozialwissenschaften sowie Internationale Beziehungen in St. Gallen (HSG). Das Magazin, welches 1959 gegründet wurde, erscheint zurzeit zweimal pro Semester bzw. viermal jährlich. Bis zum Ende des Sommersemesters 2022 wurden 389 Ausgaben veröffentlicht. Daneben betreibt prisma eine Webseite sowie Social-Media-Kanäle.
Das Magazin besteht aus fünf Ressorts: Campus, Thema, Menschen, Kompakt und SHSG. Die Inhalte werden von einer rund 30-köpfigen Redaktion ehrenamtlicher Studenten publiziert. Das Magazin finanziert sich durch Einnahmen aus Anzeigen.
Prisma ist eine von fünf Initiativen der Studentenschaft der Universität St. Gallen (SHSG). Die Initiative wird von einem fünfköpfigen Vorstand geführt, unterstützt durch Ressortleiter. Grundsätzlich kann jeder Student der Universität St. Gallen Mitglied der Redaktion werden.
Bekannte ehemalige Mitglieder der Redaktion sind unter anderem Altbundesrat Hans-Rudolf Merz, der frühere Geschäftsführer der UBS, Peter Wuffli, der Journalist Roger Schawinski und der ehemalige Chefredaktor des Tages-Anzeigers, Res Strehle.